# 名古屋拘置所
名古屋拘置所（なごやこうちしょ）は、法務省矯正局の名古屋矯正管区に属する拘置所。所在地は愛知県名古屋市東区白壁一丁目1番。
全国に8箇所（東京・立川・名古屋・京都・大阪・神戸・広島・福岡）ある拘置所のひとつである。また名古屋矯正管区内で唯一の拘置所である（拘置支所を除く）。下部機関として一宮拘置支所・半田拘置支所がある。

## 歴史
1938年（昭和13年）5月に竣工し、同年7月2日に開所式・落成式が行われた。1945年（昭和20年）に戦災で一部が焼失したが、1948年（昭和23年）に復旧した。
その後、全面改築工事を行い、大林組の工事により1983年（昭和58年）3月に竣工。外塀のない高層都市型矯正施設は日本初で、全国の刑事施設に先駆けて全館空調設備（冷暖房）も設置したが、新収容棟建設に伴い2006年（平成18年）に調査を実施したところ、空調配管が設置以来20年以上にわたり使用されないまま老朽化し、使用不能な状態になっていることが判明した。
2007年（平成19年）には新館増改築工事を、2008年（平成20年）には本館改築工事をそれぞれ竣工している。総工事費（改修工事＋新収容棟建設工事費）は約48億円。

## アクセス
- 名古屋城駅（名古屋市営地下鉄名城線）2番出口から徒歩7分[7]
- 東大手駅（名鉄瀬戸線）から徒歩1分[7]

## 被収容者
- 刑事被告人[4]（東海3県の控訴・上告審の被告人を含む）
- A級受刑者およびW級（女子）受刑者[3]（当所執行受刑者）[4] - 刑が確定した受刑者は移送先の刑務所が決定するまで、居室内で簡単な軽作業（紙加工など）を行う[8]。

- 死刑確定者（死刑囚）[9]

## 設備
死刑場があり、死刑判決が確定した死刑確定者（死刑囚）が収監されている。死刑（絞首刑）の執行は、1967年（昭和42年）より現拘置所で開始され、1983年（昭和58年）には新刑場が完成した。刑場は東館の地下にあり、死刑囚が収容されている西館からは2階の渡り廊下を介して移動することとなっている。
面会室は東館の2階にある。

## 定員
収容定員は1,000名（未決743名＋既決257名）だが、2020年11月10日時点での収容人数は全635名（未決357名＋既決278名）である。

## 不祥事
2008年1月4日には同拘置所の男性刑務官（40歳代 / 事情聴取中の2007年3月中旬に自殺）が、半田拘置支所の女性収容者にセクハラなどの不適切行為をしていたことが報道された。また同年3月7日には、半田拘置支所の男性職員（当時40歳）が「2005年（平成17年）9月 - 2007年2月にかけて受刑者と格闘技をしたり、トランプで遊んだりした」などとして懲戒免職処分に処された。

## 死刑確定者
主として名古屋高等裁判所（金沢支部を含む）管内6県で死刑が確定した死刑囚（死刑確定者）を収監している。2020年10月23日時点で、死刑確定者は計11人（男性10人〈うち外国籍1人〉＋女性1人）が収監されている。
死刑囚は他の囚人と区別するため、下2桁「00」の呼称番号を付与され、西館の7 - 9階に収容される。また、死刑囚の独房に対する「捜検」という抜き打ち検査が定期的に実施されている。
※は第一審・裁判員裁判の死刑囚。なお特記なき場合、「死刑確定日」は上告審判決の宣告日か、控訴・上告を取り下げた日を基準とする。
1. 女MT - 富山・長野連続女性誘拐殺人事件（警察庁広域重要指定111号事件：1980年発生）の死刑囚[21]。戦後7人目の女性死刑囚[22]。上告中の1992年8月5日、金沢刑務所拘置区（石川県金沢市）から当所へ移送された[注 8][24]。1998年9月4日に最高裁で上告棄却判決を受け[21]、同年10月9日付で死刑が確定[25][26]（死刑確定から26年10か月と7日経過）。
2. 男MN（旧姓：S） - フィリピン人2女性殺害事件（発生：1998年）の死刑囚[27]。2000年3月1日に津地裁で死刑判決を受け、控訴中の同年4月17日に三重刑務所から移監された[28]。2004年12月14日に最高裁で上告棄却判決を受け、2005年1月21日付で死刑が確定[28][29][30]（死刑確定から20年6か月と26日経過）。
3. 男YM - 古美術商ら2人殺害事件（発生：1994年・1995年）の死刑囚[31]。2006年2月24日に最高裁で上告棄却判決を受け[31]、同年3月27日付で死刑確定[32]（死刑確定から19年4か月と20日経過）。
4. 男TY - 静岡・愛知2女性殺害事件（発生：1996年・1997年）の死刑囚[31]。2006年3月2日に最高裁で上告棄却判決を受け死刑確定[31]（死刑確定から19年5か月と14日経過）。
5. 男MK - マニラ連続保険金殺人事件（発生：1994年 - 1996年）の死刑囚[33]。2007年1月30日に最高裁で上告棄却判決を受け死刑確定[33]（死刑確定から18年6か月と17日経過）。計3人の死刑が確定したが、残る死刑囚2人のうち、1人（MKの双子の兄MA）は2016年1月に病死し、もう1人（男SE）は確定後に大阪拘置所へ移送された[注 9][33]。
6. 男HK - 三重連続射殺事件（発生：1994年）の死刑囚[36]。2007年7月5日に最高裁で上告棄却判決を受け、同月21日付で死刑が確定[37]（死刑確定から18年と26日経過）。
7. 男KA - 大阪・愛知・岐阜連続リンチ殺人事件（発生：1994年）の少年死刑囚（事件当時19歳）[38]。下記HMとともに、2011年3月10日に最高裁で上告棄却判決を受け[38]、同年4月1日付で死刑が確定[39][40]（死刑確定から14年4か月と15日経過）。このほか、共犯KM（事件当時19歳）も同所に収監されていたが[41]、確定後に東京拘置所へ移送された[42]。
8. 男HM - 上記KAと同じく、大阪・愛知・岐阜連続リンチ殺人事件の少年死刑囚（事件当時18歳）[38]。上告審判決宣告日および死刑確定日はKA（および東京拘置所に移送されたKM）と同一[38]。
9. 男KY - 愛知交際2女性殺害事件（発生：1999年・2003年）の死刑囚[43]。2011年11月29日に最高裁で上告棄却判決を受け死刑確定[43]（死刑確定から13年8か月と18日経過）。
10. ※男LS - 蟹江一家3人殺傷事件（発生：2009年）の死刑囚[44]。中国国籍[45]。2018年9月6日に最高裁で上告棄却判決を受け[44]、同年10月3日付で死刑が確定[46]（死刑確定から6年10か月と13日経過）。
11. ※堀慶末[注 10] - 碧南市パチンコ店長夫婦殺害事件（発生：1998年）の死刑囚[44]。2019年7月19日に最高裁で上告棄却判決を受け[44]、同年8月8日に死刑が確定[注 11][51]（死刑確定から6年と8日経過）。

### 過去の死刑囚
同所にて死刑を執行された、あるいは過去に収監されていた死刑囚（獄死した死刑囚・恩赦を受け減刑された死刑囚・冤罪により釈放された死刑囚）のうち、代表的な者を記載する。
- 奥西勝 - 名張毒ぶどう酒事件（発生：1961年）の死刑囚[52]。1972年6月に最高裁で上告棄却判決を受け死刑確定[52]。2012年6月に肺炎のため本所から八王子医療刑務所へ移送され[53]、同所で2015年10月に病死[52]。
- 木村修治[注 12] - 名古屋女子大生誘拐殺人事件（発生：1980年）の死刑囚[54]。1987年7月に最高裁で上告棄却判決を受け死刑確定[54]。1995年12月21日に死刑執行[54]。
- 半田保険金殺人事件（発生：1979年 - 1983年）の死刑囚2人
  - 1人（男IM）は1987年3月に名古屋高裁で控訴棄却判決（第一審・名古屋地裁の死刑判決を支持）を受け、上告せず死刑確定[54]。1998年11月19日に死刑執行[54]。
  - もう1人（男HT）は1993年9月に最高裁で上告棄却判決を受け死刑確定[55]。こちらの死刑囚については事件の被害者遺族が死刑執行回避を求め上申書を提出し、恩赦を出願していた（1998年に不相当）が、2001年12月27日に死刑執行[55]。
- 勝田清孝[注 13] - 7人連続殺人（発生：1972年 - 1981年）および警察庁広域重要指定113号事件（発生：1981年 - 1982年）の死刑囚[56]。1994年1月に最高裁で上告棄却判決を受け死刑確定[56]。2000年11月30日に死刑執行[56]。
- 男NTおよびKY - ともにドラム缶女性焼殺事件（発生：2000年）の死刑囚。2人とも2006年6月に最高裁で上告棄却判決を受け死刑確定[57]。2009年1月29日に死刑執行[57]。
- 男BK - 名古屋市中区栄スナックバー経営者殺害事件（発生：2002年）の死刑囚。2007年3月に最高裁で上告棄却判決を受け死刑確定[58]。2013年2月21日に死刑執行[58]。
- 男KT - 闇サイト殺人事件（発生：2007年）の死刑囚。2009年3月に名古屋地裁で死刑判決を受け、同年4月に控訴を取り下げ死刑確定[59]。2015年6月25日に死刑執行[58]。碧南市パチンコ店長夫婦殺害事件で2019年に死刑が確定した堀慶末は同事件の共犯で、碧南事件への関与が判明する前（2012年7月）に闇サイト事件で無期懲役が確定していた[47]。
- 高岡暴力団組長夫婦射殺事件（発生：2000年）の死刑囚2人 - 2人とも2009年（1月・3月）に相次いで最高裁で上告棄却判決を受け死刑確定[60]。しかし1人（1月に死刑確定）は同年5月2日に入院先の病院で病死し[61]、もう1人（3月に死刑確定）も2014年7月16日に本所で病死[62]。
- オウム真理教事件の死刑囚（教団の元幹部） - 2018年3月14日に東京拘置所から移送され[63]、同年7月26日に死刑執行[64]。
  - 岡﨑一明（死刑執行時の姓：宮前） - 坂本堤弁護士一家殺害事件（1989年）などに関与[65]。2005年4月に最高裁で上告棄却判決を受け死刑確定[65]。
  - 横山真人 - 地下鉄サリン事件（1995年）などに関与[66]。2007年7月に最高裁で上告棄却判決を受け死刑確定[66]。